# Juan Luis Barrios
Juan Luis Barrios Nieves (né le 24 juin 1983 à Mexico) est un athlète mexicain, spécialiste des courses de demi-fond et de fond.

## Biographie
Il a été finaliste du 5 000 m lors des Jeux olympiques de Pékin et de Londres.
Il remporte deux médailles d'or, sur 5 000  et 10 000 m lors des Jeux d'Amérique centrale et des Caraïbes de 2014 à Veracruz.

## Palmarès
| Date | Compétition                                      | Lieu                 | Résultat | Épreuve       | Temps           |
| ---- | ------------------------------------------------ | -------------------- | -------- | ------------- | --------------- |
| 2001 | Championnats d'Amérique centrale et des Caraïbes | Guatemala            | 3e       | 1 500 m       | 3 min 47 s 62   |
| 2001 | Championnats panaméricains juniors               | Santa Fe             | 2e       | 800 m         | 1 min 51 s 97   |
| 2001 | Championnats panaméricains juniors               | Santa Fe             | 2e       | 1 500 m       | 3 min 51 s 16   |
| 2002 | Jeux d'Amérique centrale et des Caraïbes         | San Salvador         | 1er      | 1 500 m       | 3 min 43 s 71   |
| 2003 | Championnats d'Amérique centrale et des Caraïbes | Grenade              | 1er      | 1 500 m       | 3 min 44 s 78   |
| 2005 | Championnats d'Amérique centrale et des Caraïbes | Nassau               | 1er      | 5 000 m       | 14 min 22 s 57  |
| 2006 | Jeux d'Amérique centrale et des Caraïbes         | Carthagène des Indes | 1er      | 1 500 m       | 3 min 42 s 52   |
| 2006 | Jeux d'Amérique centrale et des Caraïbes         | Carthagène des Indes | 1er      | 5 000 m       | 14 min 09 s 08  |
| 2007 | Jeux panaméricains                               | Rio de Janeiro       | 2e       | 1 500 m       | 3 min 37 s 71   |
| 2007 | Jeux panaméricains                               | Rio de Janeiro       | 2e       | 5 000 m       | 13 min 29 s 87  |
| 2007 | Championnats du monde                            | Osaka                | 14e      | 5 000 m       | 13 min 59 s 86  |
| 2008 | Jeux olympiques                                  | Pékin                | 7e       | 5 000 m       | 13 min 19 s 79  |
| 2010 | Jeux d'Amérique centrale et des Caraïbes         | Mayagüez             | 1er      | 1 500 m       | 3 min 44 s 85   |
| 2010 | Jeux d'Amérique centrale et des Caraïbes         | Mayagüez             | 1er      | 5 000 m       | 13 min 44 s 41  |
| 2011 | Jeux panaméricains                               | Guadalajara          | 1er      | 5 000 m       | 14 min 13 s 77  |
| 2012 | Jeux olympiques                                  | Londres              | 8e       | 5 000 m       | 13 min 45 s 30  |
| 2015 | Jeux panaméricains                               | Toronto              | 1er      | 5 000 m       | 13 min 46 s 47  |
| 2015 | Jeux panaméricains                               | Toronto              | 3e       | 5 000 m       | 28 min 51 s 57  |
| 2018 | Jeux d'Amérique centrale et des Caraïbes         | Barranquilla         | 1er      | 10 000 m      | 30 min 7 s 49   |
| 2023 | Jeux d'Amérique centrale et des Caraïbes         | San Salvador         | 3e       | Semi-marathon | 1 h 05 min 13 s |

## Records
| Épreuve      | Performance    | Lieu           | Date            |
| ------------ | -------------- | -------------- | --------------- |
| 1 500 mètres | 3 min 37 s 71  | Rio de Janeiro | 25 juillet 2007 |
| 5 000 mètres | 13 min 09 s 81 | New York       | 11 juin 2011    |